# Frédéric Hermel
Frédéric Louis Gustave Hermel (Arrás, 3 de febrero de 1970), más conocido como Frédéric Hermel, es un periodista y tertuliano deportivo francés afincado en España.

## Carrera periodística
En 1989 comenzó como periodista con 19 años en la radio France Bleu Nord, emisora de la zona de Paso de Calais. Tras obtener un DEA (Diploma de Estudios Avanzados) sobre la Comunicación en Francia en la prensa española, en 1992 llega a España como corresponsal del periódico francés France Soir hasta 2001, cuando comienza a dedicarse al periodismo deportivo.

### Periodismo deportivo
Tras el fichaje de Zinedine Zidane por el Real Madrid Club de Fútbol procedente de la Juventus de Turín, Hermel, se interesó por el deporte. Comenzó a trabajar entonces para Radio Monte-Carlo y para L'Équipe, y más tarde para Real Madrid TV y la Cadena Ser.
En 2008 se convierte en tertuliano habitual del programa Punto Pelota de Josep Pedrerol en Intereconomía TV,y continuó en el nuevo formato del programa El chiringuito de Jugones, hasta finales de enero 2018. Él mismo confirmó su marcha respondiendo a un fan que preguntaba por su ausencia en el plató. Fue muy conocido por defender públicamente en el programa a Karim Benzema.
En 2019 y 2020 acudió como tertuliano a algunos programas de El golazo de Gol, de la cadena pública Gol TV.